# I Heard the Bells on Christmas Day
I Heard the Bells on Christmas Day (Ich hörte die Glocken am Weihnachtstag / Ich hörte die Weihnachtsglocken) ist ein populäres Weihnachtslied, das auf dem Gedicht Christmas Bells (Weihnachtsglocken) von Henry W. Longfellow (1807–1882) basiert, das er 1863 unter dem Eindruck des Amerikanischen Bürgerkrieges niedergeschrieben hatte.

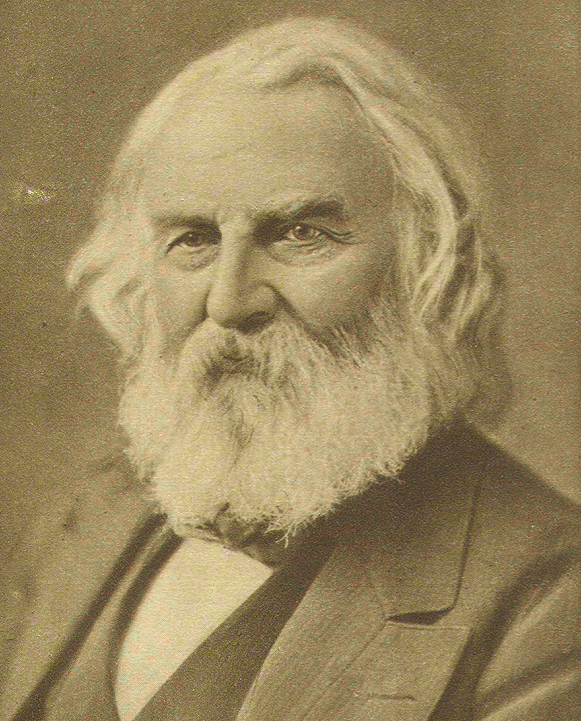
Henry Wadsworth Longfellow (1807–1882)

Der amerikanische Dichter und Professor an der Harvard-Universität bringt darin seine Sehnsucht nach einem friedlichen Miteinander zum Ausdruck. Es wird heute in mehreren Fassungen vertont als Weihnachtslied gesungen. Eine bekannte Vertonung stammt von J. Baptiste Calkin (1827–1905), eine andere von Johnny Marks (1909–1985). Eine beliebte Pop-Version stammt von der Band Casting Crowns (Peace on Earth).

## Inhalt
Nach der völligen Verzweiflung im Selbstgespräch mit gesenktem Haupt, dass es keinen Frieden auf Erden gebe, weil der Hass zu stark sei und dem Lied vom 'Frieden auf Erden, den Menschen ein Wohlgefallen' (Lk 2,14 ) spotte:
And in despair I bowed my head;

„There is no peace on earth,“ I said;

„For hate is strong,

And mocks the song

Of peace on earth, good-will to men!“
gipfelt es in den Schlussversen der Antwort des lauten und tiefen weihnachtlichen Glockenklangs:
Dann tönten die Glocken lauter und tiefer:

„Gott ist nicht tot, und niemals schlief Er.

Die Wahrheit wird siegen, das Falsche wird fallen

Mit Frieden auf Erden, den Menschen ein Wohlgefallen.“

## Text (Christmas Bells)
I heard the bells on Christmas Day

Their old, familiar carols play,
and wild and sweet
The words repeat
Of peace on earth, good-will to men!
And thought how, as the day had come,

The belfries of all Christendom
Had rolled along
The unbroken song
Of peace on earth, good-will to men!
Till ringing, singing on its way,

The world revolved from night to day,
A voice, a chime,
A chant sublime
Of peace on earth, good-will to men!
Then from each black, accursed mouth

The cannon thundered in the South,
And with the sound
The carols drowned
Of peace on earth, good-will to men!
It was as if an earthquake rent

The hearth-stones of a continent,
And made forlorn
The households born
Of peace on earth, good-will to men!
And in despair I bowed my head;

„There is no peace on earth,“ I said;
„For hate is strong,
And mocks the song
Of peace on earth, good-will to men!“
Then pealed the bells more loud and deep:

„God is not dead, nor doth He sleep;
The Wrong shall fail,
The Right prevail,
With peace on earth, good-will to men.“

## Videos
- Klangbeispiele: 1 (Casting Crowns: Peace on Earth / Celebration Choir and Essex Alliance Church Signing Team unter Leitung von Candice Allembert, Essex Alliance Church, Essex Junction, VT, USA); 2 (Casting Crowns); 3 (Johnny Marks); 4 (Jason Castro); 5 (House of Bread Church); 6 (Johnny Cash und June Carter Cash); 7 (Ed Herrman mit dem Mormon Tabernacle Choir)